# Jesewitz
Jesewitz ist eine Gemeinde im Landkreis Nordsachsen in Sachsen. Sie gehört dem Verwaltungsverband Eilenburg-West an.

## Geographie

### Lage
Die Gemeinde Jesewitz liegt ca. 15 Kilometer nordöstlich von Leipzig und 5 Kilometer südwestlich von Eilenburg. Im Westen grenzt die Gemeinde an die Stadt Taucha, im Osten beim Ortsteil Groitzsch  an Eilenburg im Muldetal.

### Gemeindegliederung
Mit seinen 15 Ortsteilen war die Gemeinde Jesewitz die ortsteilreichste Gemeinde des ehemaligen Landkreises Delitzsch. Die Ortsteile sind:
| Ortschaft  | Ortsteile                                                         |
| ---------- | ----------------------------------------------------------------- |
| Gotha      | Gostemitz, Gotha, Groitzsch, Kossen                               |
| Jesewitz   | Bötzen, Gordemitz, Jesewitz, Jesewitz-Bahnhof, Weltewitz, Wölpern |
| Liemehna   | Gallen, Liemehna, Ochelmitz                                       |
| Pehritzsch | Pehritzsch, Wöllmen                                               |

## Geschichte
Die Jesewitz und seine Ortsteile sind, wie aus den Namen ersichtlich, meist slawischen Ursprungs. Bötzen, Gordemitz, Gostemitz, Groitzsch, Weltewitz und Wölpern werden im Jahre 1156 erstmals in einer Urkunde erwähnt, als der Wettiner Markgraf Konrad dem Kloster auf dem Petersberg bei Halle (Saale) verschiedene Dörfer schenkte. Der Ortsteil Liemehna wird erstmals im Jahr 1238 als „Lumene“ urkundlich erwähnt. Der Ortsname kommt aus dem Slawischen und bedeutet so viel wie „Leute am Steinbruch“.
Jesewitz und seine heutigen Ortsteile gehörten bis 1815 zum kursächsischen bzw. königlich-sächsischen Amt Eilenburg. Einzig Gallen gehörte als Exklave im Amt Eilenburg zum Amt Wurzen des Stiftsamts Wurzen unter kursächsischer bzw. königlich-sächsischer Oberhoheit. Durch die Beschlüsse des Wiener Kongresses kamen die Orte zu Preußen und wurden 1816 dem Kreis Delitzsch im Regierungsbezirk Merseburg der Provinz Sachsen zugeteilt, zu dem sie bis 1952 gehörten. Im Zuge der Kreisreform in der DDR im Jahr 1952  wurden sie dem Kreis Eilenburg im Bezirk Leipzig angeschlossen, der 1994 im Landkreis Delitzsch aufging. Seit 2008 gehört die Gemeinde zum Landkreis Nordsachsen.
Durch die Eingemeindung von Gotha, Liemehna und Pehritzsch wurde Jesewitz im Jahr 1994 zu einer Großgemeinde.
Eingemeindungen
| Ehemalige Gemeinde | Datum      | Anmerkung                     |
| ------------------ | ---------- | ----------------------------- |
| Bötzen             | 20.07.1950 |                               |
| Gallen             | 01.01.1974 | Eingemeindung nach Liemehna   |
| Gordemitz          | 20.07.1950 |                               |
| Gostemitz          | 20.07.1950 | Eingemeindung nach Gotha      |
| Gotha              | 01.03.1994 |                               |
| Groitzsch          | 01.10.1972 | Eingemeindung nach Gotha      |
| Kossen             | 20.07.1950 | Eingemeindung nach Groitzsch  |
| Liemehna           | 01.03.1994 |                               |
| Ochelmitz          | 20.07.1950 | Eingemeindung nach Liemehna   |
| Pehritzsch         | 01.03.1994 |                               |
| Weltewitz          | 20.07.1950 |                               |
| Wöllmen            | 20.07.1950 | Eingemeindung nach Pehritzsch |
| Wölpern            | 01.01.1974 |                               |

## Bevölkerung
| Jahr | Einwohner |
| ---- | --------- |
| 2002 | 3.141     |
| 2005 | 3.153     |
| 2010 | 3.070     |
| 2015 | 3.017     |
| 2020 | 3.090     |

| Jahr | Einwohner |
| ---- | --------- |
| 2021 | 3.087     |
| 2022 | 3.027     |
| 2023 | 3.045     |
| 2024 | 3.036     |

Stand: 31. Dezember des jeweiligen Jahres (Angaben des Statistischen Landesamtes Sachsen), ab 2011 auf Basis des Zensus 2011, ab 2022 auf Basis des Zensus 2022

## Politik
- FWG J: 6
- WV L: 3
- WV P: 2
- FW NuH: 2
- FWG W: 1

### Gemeinderat
Die Gemeinderatswahl am 9. Juni 2024 war die letzte Wahl der Gemeindevertretung von Jesewitz. Eine Übersicht über diese und vergangene Wahlen gibt die Tabelle:
| Partei/Liste                             | 2024 | 2024  | 2019 | 2019  | 2014 | 2014  |
| Partei/Liste                             | %    | Sitze | %    | Sitze | %    | Sitze |
| ---------------------------------------- | ---- | ----- | ---- | ----- | ---- | ----- |
| Freie Wählergemeinschaft Jesewitz        | 43,0 | 6     | 41,8 | 6     | 32,8 | 4     |
| Wählervereinigung Liemehna               | 21,4 | 3     | 18,6 | 3     | 26,5 | 3     |
| Wählervereinigung Pehritzsch             | 14,7 | 2     | 15,2 | 2     | 20,5 | 3     |
| Freie Wählervereinigung Natur und Heimat | 13,8 | 2     | 13,5 | 2     | –    | –     |
| Freie Wählergemeinschaft Wölpern         | 7,1  | 1     | 6,9  | 1     | 8,0  | 1     |
| CDU                                      | –    | –     | 3,9  | –     | 6,9  | 1     |
| WG Gotha                                 | –    | –     | –    | –     | 5,2  | –     |
| Gesamt                                   | 100  | 14    | 100  | 14    | 100  | 12    |
| Wahlbeteiligung (in %)                   | 75,3 | 75,3  | 70,1 | 70,1  | 55,9 | 55,9  |

### Bürgermeister
- 1994–2008: Martina Koschnick (parteilos)[9]
- seit 2008: Ralf Tauchnitz (Wählervereinigung Liemehna)[10]

Tauchnitz wurde in der Bürgermeisterwahl am 12. Juni 2022 mit 88,9 % der gültigen Stimmen für eine weitere Amtszeit von sieben Jahren in seinem Amt bestätigt.
| Wahl | Bürgermeister     | Vorschlag   | Wahlergebnis (in %) |
| ---- | ----------------- | ----------- | ------------------- |
| 2022 | Ralf Tauchnitz    | WV Liemehna | 88,9                |
| 2015 | Ralf Tauchnitz    | WV Liemehna | 95,3                |
| 2008 | Ralf Tauchnitz    | WV Liemehna | 65,3                |
| 2001 | Martina Koschnick | Koschnick   | 62,3                |
| 1994 | Martina Koschnick | Koschnick   | 63,3                |

## Sehenswürdigkeiten und Kultur

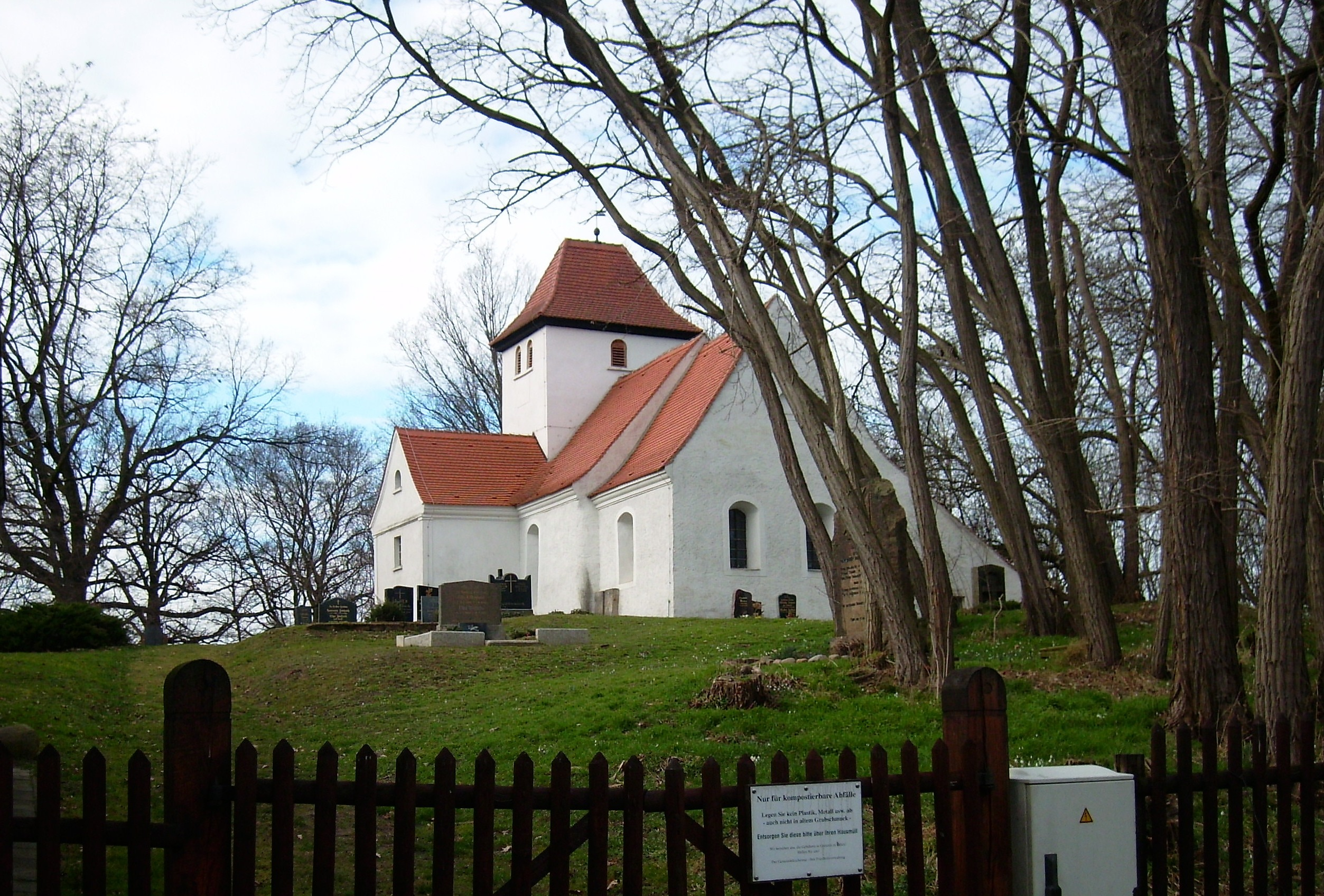
Dorfkirche Gostemitz

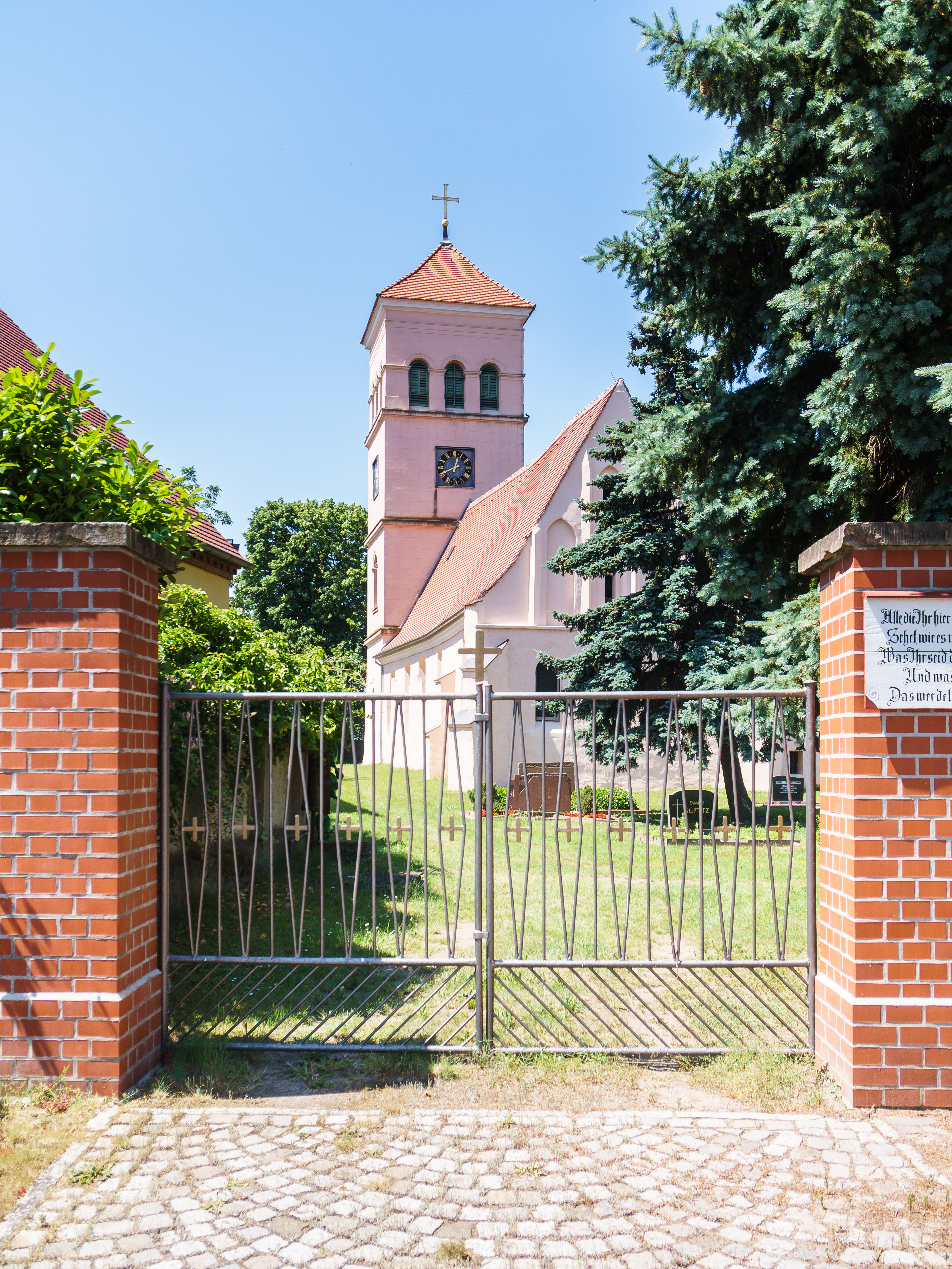
Kirche Wölpern

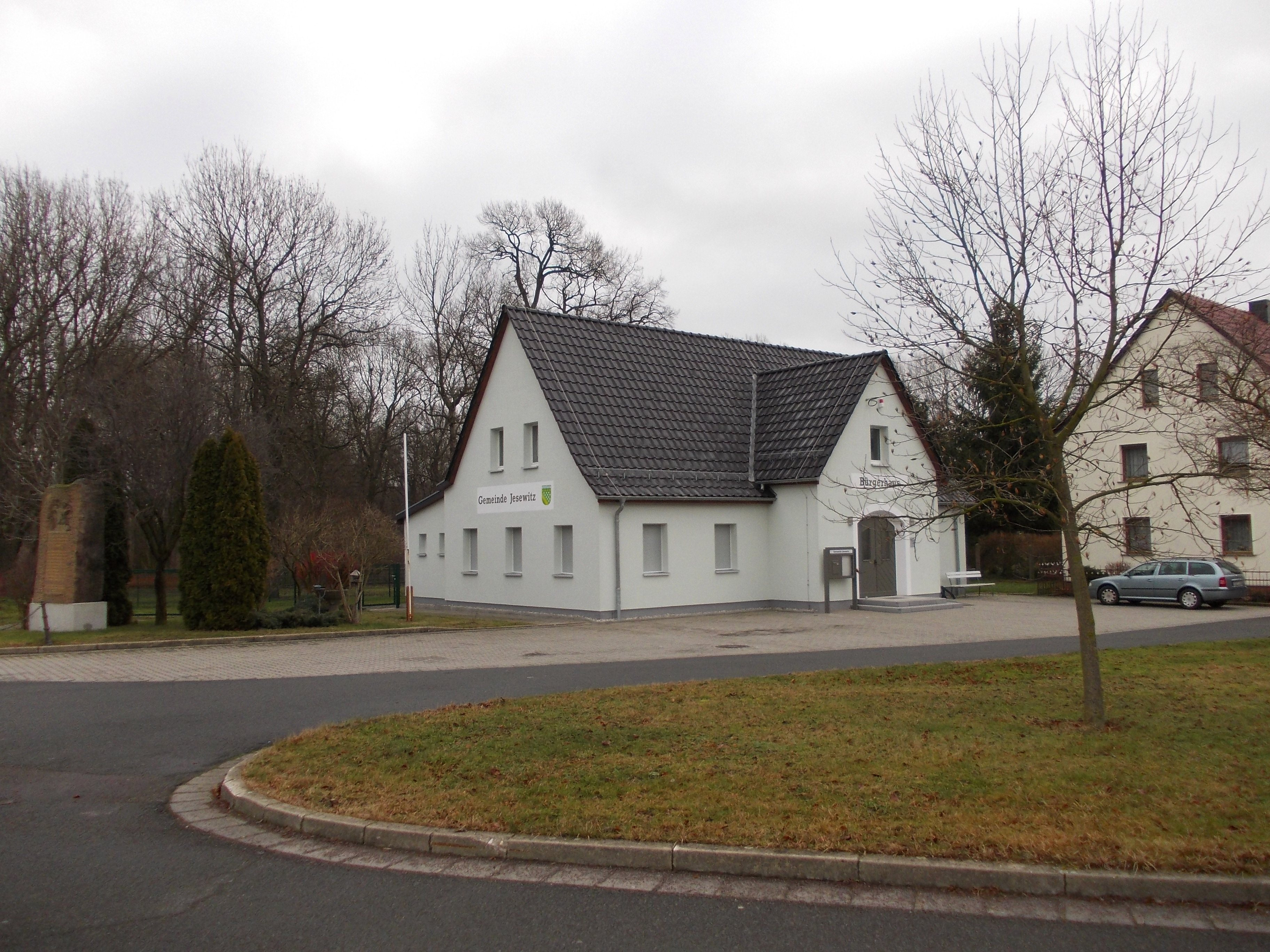
Bürgerhaus Jesewitz

### Sehenswürdigkeiten
- Kirche Gostemitz, um 1200 erbaut, im 17. Jahrhundert barock umgestaltet mit wertvoller Innenausstattung
- Kapelle Groitzsch von 1889
- Kirche Liemehna von 1209, 1658–1660 nach dem Dreißigjährigen Krieg wieder aufgebaut
- Gotische Kirche Wöllmen mit altem Wallfahrtskreuz, um 1500 erbaut
- Romanische Kirche Wölpern aus dem frühen 13. Jahrhundert, 1663/64 erneuert, Turm 1837/1838 umgebaut
- Schloss von Gotha, Stammsitz der Herren von Groitzsch
- Dorfkirche Pehritzsch
- Dorfkirche Weltewitz

### Kulturverein Jesewitz
Der Kulturverein Jesewitz organisiert Lesungen und Konzerte. Das von ihm organisierte Sommerfest ist der Höhepunkt der Volksfeste, die meist in der Sommerzeit in der Gemeinde abgehalten werden.

## Infrastruktur

### Verkehr
Die Bundesstraßen B 107 und B 87 führen durch die Gemeinde.
Der Bahnhof Jesewitz liegt an der Bahnstrecke Leipzig–Eilenburg. Er wird durch die S-Bahnlinie S 4 und die Regional-Express-Linien RE 10 (Leipzig–Frankfurt (Oder)) und RE 11 (Leipzig–Hoyerswerda) bedient.
Lärmbelastung durch Flugbetrieb
Jesewitz liegt in der östlichen Verlängerung der bevorzugt genutzten südlichen Start- und Landebahn des Großflughafens Leipzig / Halle, so dass die Jets im Landeanflug in geringer Höhe (< 2 km) über das Gemeindegebiet gesteuert werden. Infolge der häufigen, vor allem durch den nächtlichen Frachtflugbetrieb verursachten Überflüge ist es in Jesewitz so laut, dass dort keine neuen Wohnungen oder Kindertagesstätten mehr errichtet werden dürfen. Jesewitz soll deshalb künftig zum Siedlungsbeschränkungsgebiet des Flughafens gehören.

### Bildung
Die Gemeinde Jesewitz verfügt über einen Kindergarten, eine Grundschule sowie eine Bücherei, die im Bürgerhaus Jesewitz untergebracht ist.

## Persönlichkeiten
- David Auerbach (1599–1647), lutherischer Theologe, in Liemehna geboren
- Jeremias Simon (1632–1701), Dichter, Pfarrer in Liemehna
- Karl Krause (1823–1902), Unternehmer, in Liemehna geboren
- Friedrich Wilhelm Zimmermann (1826–1887), Kupferstecher, in Gordemitz geboren
- Alexander von Danckelman (1855–1919), Meteorologe, in Gordemitz geboren